# Blutpythons
Die Einteilung der Lebewesen in Systematiken ist kontinuierlicher Gegenstand der Forschung. So existieren neben- und nacheinander verschiedene systematische Klassifikationen. 
Das hier behandelte Taxon ist durch neue Forschungen obsolet geworden oder ist aus anderen Gründen nicht Teil der in der deutschsprachigen Wikipedia dargestellten Systematik.
Als Blutpythons wurden früher drei Subspezies von Python curtus, einer Python-Art, bezeichnet. Seit 2001 sind sie als eigenständige Arten klassifiziert:
- Blutpython (Python brongersmai)
- Sumatra-Kurzschwanzpython (Python curtus)
- Borneo-Kurzschwanzpython (Python breitensteini)

Da nur P. brongersmai rote Farbtöne aufweist, gebührt ihm heute alleine der deutsche Name Blutpython.